# Falamos de Rio de Onor
Falamos de Rio de Onor (1974) é um documentário português de António Campos, sua terceira obra na prática da antropologia visual, na linha do cinema directo, que tem como antecessor Robert Flaherty, como primeiro teórico Dziga Vertov e, a partir dos meados dos anos cinquenta, inovando na teoria e explorando as duas experiências, Jean Rouch. É um filme etnográfico do Novo Cinema português, que, na área do documentário, se preocupa com questões de ordem antropológica e pratica a etnografia de salvaguarda.
A possibilidade de filmar gravando som com câmaras leves de 16 mm daria novo impulso à obra de Rouch e faria dele uma modelo, seguido por realizadores portugueses que, cada um a seu modo,  exploraram temas semelhantes, como António Campos, António Reis ou Ricardo Costa.

## Sinopse
Rio de Onor é uma aldeia de Trás-os-Montes, situada perto da fronteira com Espanha. Mantém hábitos tradicionais de organização comunitária associados à propriedade e às práticas agrícolas e pastoris. A tradição vai-se perdendo, o padre da aldeia defende que tudo isso pertence já ao passado.

## Festivais
- 4º Festival de Cinema de Santarém (Outubro, 1974)